# Herradón de Pinares
Herradón de Pinares – gmina w Hiszpanii, w prowincji Ávila, w Kastylii i León, o powierzchni 48,4 km². W 2011 roku gmina liczyła 532 mieszkańców.